# Ça-va-seul

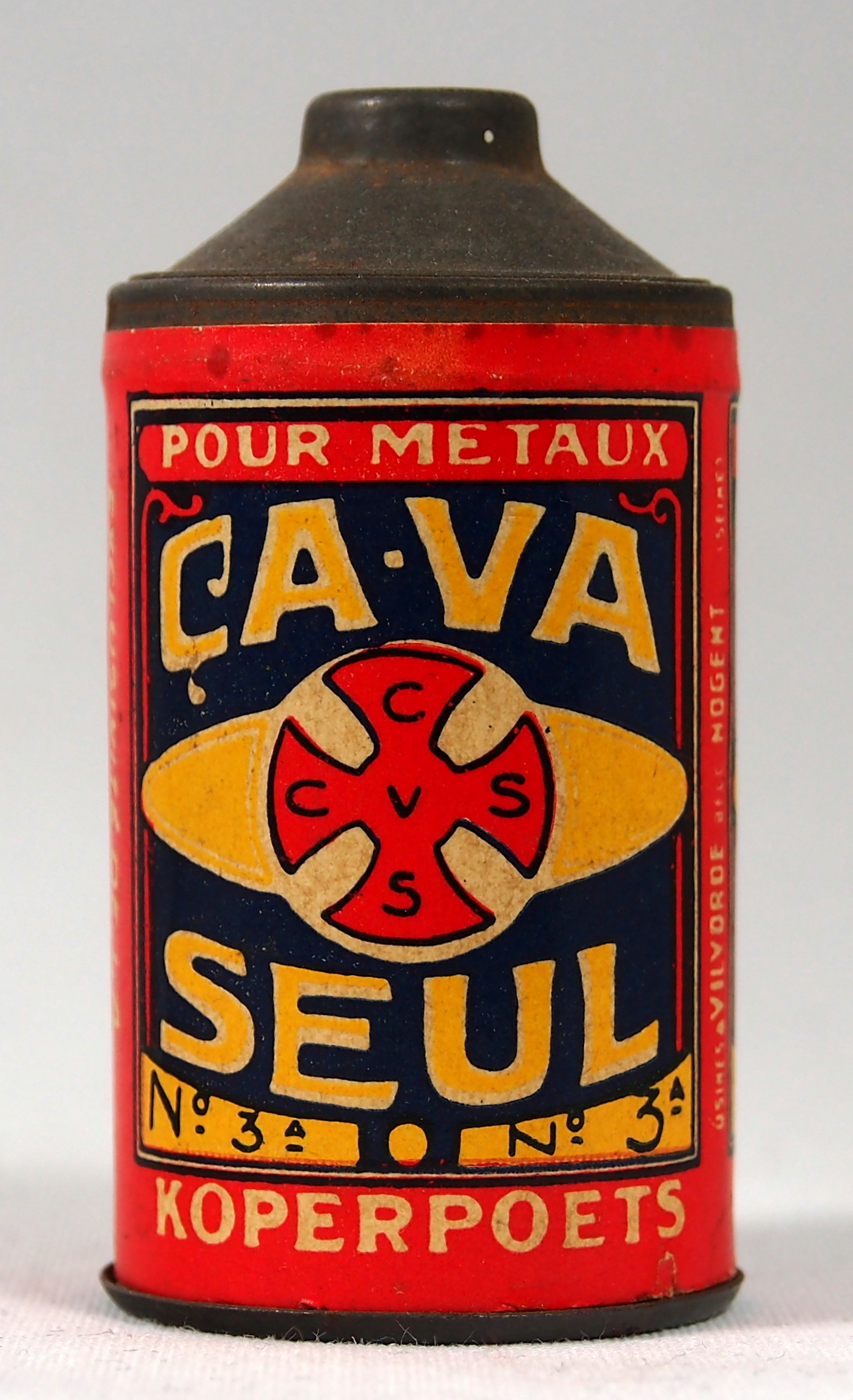
Ça-va-seul koperpoets

Ça-va-seul (CVS) was een Belgisch familiebedrijf dat poetsmiddelen vervaardigde.

## Geschiedenis
Het bedrijf werd opgericht te Diksmuide door Géry Boucquey. In de jaren 80 van de 19e eeuw dreef hij een winkel in poetsmiddelen en hij betrok aanvankelijk zijn artikelen van de groothandel. Hij experimenteerde wat met het zelf vervaardigen van poetsmiddelen en ontdekte aldus een schuurmiddel op basis van roet en olie om kookplaten van kachels  te reinigen. Het reinigen ging nu zo gemakkelijk dat Géry voortaan de slogan: Ça-va-seul (dat gaat vanzelf) als merknaam zou gaan gebruiken. Naast dit middel ontwikkelde hij ook een aantal soorten schoensmeer.
In 1889 begon hij een kleine productiewerkplaats, de Fabrique Nationale de Cirages genaamd. Al spoedig werden kachelpotlood, koperpoets, boenwas, paraffine en schoensmeer vervaardigd. Deze werden verkocht onder merknamen als: Briol, Cito, Gloria, Ça-brille en Ça-va-seul.
Tijdens de Eerste Wereldoorlog werd het fabriekje in Diksmuide vernield. In 1919 wist men een lucratief contract in de wacht te slepen. Men mocht voortaan exclusief schoensmeer leveren aan het Belgische leger en later ook nog aan diverse ministeries. Aangezien de gehele streek door de oorlog om het IJzerfront zwaar gehavend was, verhuisde men naar Vilvoorde. Hier startte men in een bestaand gebouw om in 1928 een nieuw gebouwde fabriek in gebruik te nemen. Nu werd ook de voor alle producten geldende overkoepelende merknaam Ça-va-seul ingevoerd, hoewel ook het merk Rich Polish werd gevoerd.
Omstreeks 1931 werd in Frankrijk eveneens een fabriek geopend, en wel te Haubourdin. Deze verhuisde later naar Nogent-sur-Marne. Na de Tweede Wereldoorlog brak de laatste bloeiperiode aan.

### Neergang
In 1980 kwam echter een einde aan het contract met het Belgische leger, daar openbare aanbesteding nu verplicht was gesteld. Aldus zag de familie zich genoopt om het bedrijf te verkopen aan het Amerikaanse Ralston Purina, tegenwoordig onderdeel van Nestlé. In 1984 verkochten de Amerikanen het bedrijf aan het Duitse bedrijf Benckiser, dat onder meer het ontkalkingsmiddel Calgon op de markt bracht. In 1989 werd nog het eeuwfeest gevierd, waarbij een schoensmeerassortiment in feestverpakking werd aangeboden en voorspeld werd dat het merk als het ware steeds deel zal uitmaken van het Belgisch erfgoed. Niet lang daarna sloot de fabriek echter definitief haar deuren, waarbij bijna alle 120 mensen werden ontslagen. De productie vond voortaan plaats in het buitenland, en de gebouwen aan de Schaarbeeklei werden in 2001 gesloopt. Slechts de verkoopafdeling bleef nog in België.

## Producten
- Stoofwit (Poelblan) - zilverpasta voor het onderhoud van de geëmailleerde bovenkant van fornuizen en gegalvaniseerde teilen en emmers, in tube.
- Negrita - chroomglans voor gepolijste fornuisplaten, in tube.
- Negri - chroomglans en polijstpoeder in blikken en kartonnen bussen, verleende duurzame glans aan gepoetste keukenkachels.
- Ça-va-seul - antikras voor alle houtsoorten
- Ça-va-seul - teakolie
- Ça-va-seul - koperpoets
- Ça-va-seul - boen-en wrijfwas, onder meer in bakelieten bakjes en later in blikken doosjes, vlak na de Tweede Wereldoorlog soms au D.D.T. pur, tegen de houtworm.
- Boenwas van de merken Dégrif voor de meubelen en Oui voor het parket.
- Pannensponsen van het merk Magic
- Viscosesponsen van Enka
- Ça-va-seul - schoensmeer
- The Rich - schoensmeer (finest leather polish) en schoenlak
- Blanca voor witte schoenen en Kid Cleaner

## Externe bron
- Retroscoop